# Byakuren Karate
Il Byakuren Kaikan (in Giapponese: 白蓮会館 - tradotto letteralmente: "Associazione Loto Bianco") o Byakuren Karate è uno stile di Full Contact Karate fondato dal maestro Sugihara Masayasu (in Giapponese: 杉原 正康) nel 1984.
Il Byakuren Kaikan è membro della Japan Fullcontact Karate Organization (JFKO) e della World Kumite Organization (WKO).
Il Byakuren Kaikan è registrato in Giappone come una organizzazione non a scopo di lucro. (NPO).

## Storia
Nonostante oggi venga classificato come una scuola di Karate le sue origini risalgono in realtà allo Shorinji Kempo, dal quale deriva la divisione delle tecniche di combattimento in due categorie principali: Gōhō (剛法 - ovvero "tecniche dure”: pugni, calci e relativa difesa) e Jūhō (柔法 - "tecniche morbide”: proiezioni e leve sulle articolazioni).
Originariamente Sugihara Masayasu faceva parte del corpo di guardia del maestro e fondatore dello Shorinji Kenpo Dōshin Sō. Questo stile di arti marziali non prevedeva tra le sue regole la partecipazione ad eventi di combattimento a contatto diretto, tuttavia Sugihara, alla ricerca di un riscontro pratico delle proprie abilità, decise di prendere parte ad un torneo di Karate. Nel 1983 si iscrisse al torneo nazionale organizzato dal Seidō Kaikan utilizzando lo pseudonimo di “Byakuren Kaikan” per la propria scuola. 
L'origine del nome viene fatta risalire a tre ragioni: il corpo di guardia di cui faceva parte nello Shorinji Kenpo era chiamato "Byakuren", così come il nome di una tecnica presente in quello stile; inoltre, poiché si accingeva ad intraprendere un nuovo percorso nell'ambito del Karate, sarebbe dovuto ripartire da capo utilizzando la cintura bianca.
Nonostante la separazione dallo Shorinji Kenpo Sugihara ha manifestato grande gratitudine per il suo precedente maestro.
Differentemente da molte altre scuole dell'epoca, dalla sua fondazione i membri del Byakuren Kaikan cominciarono a partecipare a molte delle competizioni organizzate da altri stili, presentadosi così sulla scena come un vero e proprio contendente. Nell'ambiente del full contact karate Sugihara si guadagnerà l'appellativo di "Maestro combattente" e "invasore".

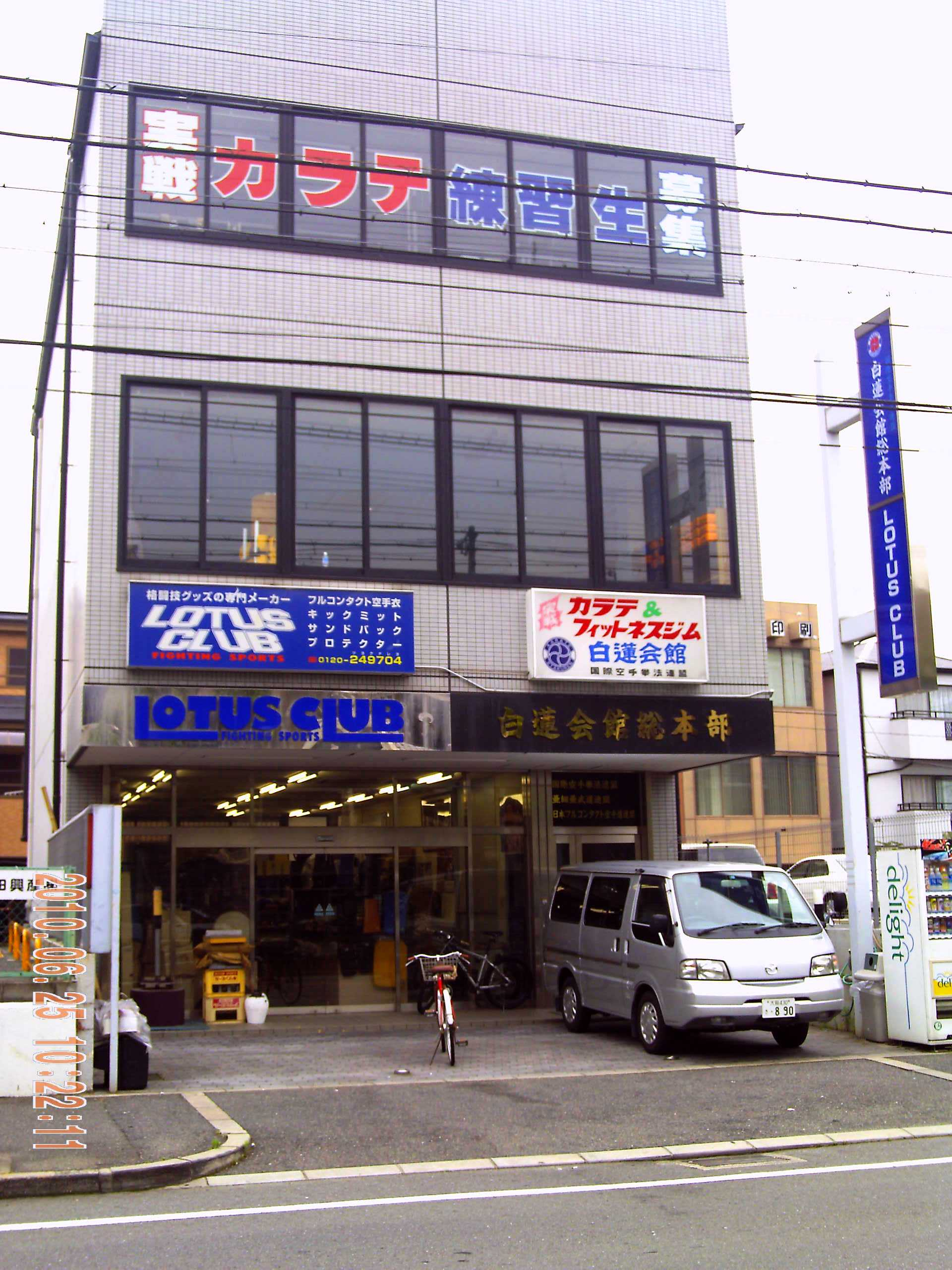
Sede centrale ad Osaka

Dal 1985 il Byakuren Kaikan organizza regolarmente tornei regionali e nazionali di Full Contact Karate.
Nel 2004, in occasione dell'anniversario dei 20 anni dalla fondazione, il Byakuren Kaikan organizza il primo torneo mondiale di Karate ad Osaka.
Attualmente lo stile è presente con scuole in tutto in Giappone e nei seguenti paesi: Iran, Russia, Olanda, Belgio, Francia, Italia, India, Sri Lanka, Canada, USA, Nuova Zelanda, Korea, Hong Kong.

## Tecniche ed Allenamento
L'allenamento nel Byakuren Karate può essere suddiviso in quattro categorie principali:
Gōhō (剛法): ossia "tecniche dure". Includono pugni, calci, ginocchiate e gomitate. Viene inoltre insegnato come difendersi da esse: schivata, parata, contrattacco e in ultima fase come anticipare le intenzioni dell'avversario.
Jūhō (柔法): ossia "tecniche morbide", maggiormente improntate alla difesa personale. Includono svincoli, leve, torsioni, proiezioni e tecniche di sottomissione.
Potenziamento muscolare e preparazione atletica: il Byakuren Karate è fortemente finalizzato alla competizione, pertanto vengono svolti molti esercizi volti al miglioramento della propria resistenza, velocità ed esplosività.
Tameshiwari (試割り): a fini artistici e dimostrativi ai livelli superiori vengono impartite anche le cosiddette "tecniche di rottura", in cui tramite l'impiego degli arti superiori (pugni, gomitate) o inferiori (calci) vengono frantumati oggetti in legno, pietra o blocchi di ghiaccio.
| Ordine di cintura |
| Bianca            |
| Gialla            |
| Blu               |
| Verde             |
| Marrone           |
| Nera              |

Il Byakuren Karate adopera i principi del Sabaki (体さばき) per evadere e contrattaccare l'avversario e predilige l'utilizzo di una posa naturale e rilassata negli incontri.
Dal momento che tra le regole per la competizione è prevista la vittoria per K.O. viene posta grande enfasi sul Kumite (組手), ovvero il combattimento con un avversario reale, che fa parte integrante dell'allenamento sin dai gradi inferiori.
L'utilizzo dei Kata (型) è maggiormente limitato rispetto ad altri stili di Karate più tradizionali. Sono presenti dei kata personalizzati propri dello stile che vengono perlopiù adoperati come prova d'esame per il passaggio al grado successivo.
Le regole per la competizione sono quelle tradizionali del Full Contact Karate giapponese così come stabilite dal Kyokushinkai: i colpi con gli arti superiori sono vietati al collo ed al volto mentre quelli con gli arti inferiori possono essere scagliati anche alla testa; è vietato spingere o afferrare l'avversario, colpire i genitali o le ginocchia frontalmente.
Nelle gare e in allenamento vengono utilizzate delle protezioni per gambe, ginocchia, genitali e mani. Non sono previste protezioni nelle competizioni tra cinture nere.

## Filosofia
Nonostante allenamento e tecniche siano fortemente votati alla competizione, i valori su cui l'Associazione è basata sono umiltà, rispetto e altruismo.
Viene richiesta serietà e dedizione nella pratica ma anche di essere in grado di riconoscere i propri limiti per evitare infortuni.
Sugihara tiene a precisare che lo scopo ultimo del dōjō non è quello di sfornare dei campioni assoluti, ma di essere un luogo di crescita ed aggregazione; quello che si apprende al suo interno deve essere portato anche al di fuori per poter essere d'aiuto nella vita di tutti i giorni.